# 방랑자 (1985년 영화)
《방랑자》(프랑스어: Sans toit ni loi, 영어: Vagabond)는 1985년 개봉된 프랑스의 드라마 영화이다. 아녜스 바르다가 감독과 각본을 맡았다. 1985 베네치아 국제 영화제 황금사자상 수상작이며, 주인공을 연기한 상드린 보네르는 세자르상 여우주연상을 수상하기도 했다.

## 출연

### 주연
- 상드린 보네르

## 기타
- 음향: 장 폴 뮤젤